# Libro del cielo y del infierno
El libro del cielo y del infierno es una antología de los escritores  argentinos Jorge Luis Borges y Adolfo Bioy Casares. Fue publicado por Sur, en 1960.
El libro fue escrito en 1948 y recién se publicó, con cambios, tanto en el prólogo como en el contenido, doce años después. La idea original de Borges y Bioy era la de realizar una antología con fragmentos de todos los libros conocidos sobre el cielo y el infierno, tanto religiosos como profanos. Al ser publicado, los autores habían decido incluir solamente los fragmentos que les parecieron más relevantes.
El orden de los diferentes textos carecen de un orden cronológico, según la evolución de los conceptos sobre el cielo y el infierno, o temático. Están incluidos fragmentos de La Biblia, El Corán, Del cielo y el infierno, de Emanuel Swedenborg, y diferentes fragmentos de obras filosóficas y literarias. 
La primera edición del libro incluye ilustraciones relacionadas con el tema, pero que no tienen mención del título ni del autor.